# إنفنت أندسكفري
إنفنت أندسكفري (بالإنجليزية: Infinite Undiscovery ؛ باليابانية: インフィニット アンディスカバリー ، إنفينيتو أنديسوكاباريّ) هي لعبة فيديو من نوع الآكشن الأدوار التعاقبية من تطوير تراي-إيس ونشر سكوير إنكس حصرياً على نظام الإكس بوكس 360. أطلقت اللعبة في سبتمبر 2008 في أوروبا، واليابان، وأمريكا الشّمالية.